# Stenothesilea cylindroformis
Stenothesilea cylindroformis là một loài bọ cánh cứng trong họ Tenebrionidae. Loài này được Hans Kulzer miêu tả khoa học đầu tiên năm 1951.